# Saman Kunan
Thiếu tá Hải quân Saman Kunan (tiếng Thái: สมาน กุนัน; Phiên âm: Xạ mán Cu nan, 23 tháng 12 năm 1980 – 6 tháng 7 năm 2018) Được biết đến như là Ja-Saem (tiếng Thái: จ่าแซม Phiên âm: Chà Xem) Là một cựu Hải quân chỉ huy chiến tranh đặc biệt Thái lan Sau khi từ chức để làm việc như một người bảo vệ an ninh tại Sân bay quốc tế Suvarnabhumi Anh ta chết vì một hoạt động tìm kiếm và cứu hộ trong hang động Tham luang Cho đến khi nhận được biệt danh "Người hùng hang động Tham luang"